# Michinoku Coastal Trail
 (septembre 2021).
Le Michinoku Coastal Trail (みちのく潮風トレイル) est un des dix Sentiers naturels de longue distance (en) du Japon. Il est situé sur la côte-est du Tōhoku.
Ce sentier de randonnée fut créé par le Ministère de l'Environnement, en cooptation avec les collectivités territoriales, les locaux, ainsi que plusieurs ONG suivant une proposition du journaliste et randonneur Noriyoshi Katō. La gestion du sentier est effectuée par l'organisation à but non-lucratif Michinoku Trail Club. 

## Histoire
Le projet d'un sentier longeant la côte Pacifique du Tōhoku remonte à 2012. 
Un an après le séisme de 2011 de la côte Pacifique du Tōhoku, le Ministère de l'Environnement du Japon lance le "Projet de Reconstruction Verte" (グリーン復興プロジェクト). Ce projet est constitué d'une série d'initiatives visant à une reconstruction de la côte respectueuse des milieux naturels ainsi que des modes de vie traditionnels locaux et durables. 
L'entièreté du Projet de Développement Vert repose sur la fusion de plusieurs parcs nationaux et quasi-nationaux de la région, et prévoit également la création d'activités d'éducation environnementale, la promotion de l'écotourisme ainsi que la création d'un sentier parcourant les parcs : le Michinoku Coastal Trail. 
Selon un document de 2012 du Ministère de l'Environnement, la philosophie président à la création du sentier est la suivante : "un Sentier Naturel de Longue Distance allant de Fukushima à Aomori, et qui puisse agir comme un 'pont' connectant les randonneurs à nature, aux modes de vie locaux, ainsi qu'aux traces de la catastrophe".
Le sentier fut tracé avec l'intention de permettre aux randonneurs de parcourir à pied des paysages inaccessibles en voiture, de faire l'expérience des paysages et des sites naturels, culturels et historiques de la région. 
Afin d'assister les randonneurs et de leur fournir des informations de première main, la création de plusieurs centres d'information dans chaque préfecture que traverse le sentier fut également proposée dans les travaux préparatoires de ce dernier. 
Durant sept ans, le projet est en gestation, et les sections du sentier sont peu à peu révélées au grand public, jusqu'à atteindre 1025 kilomètres pour l'ouverture officielle en juin 2019. Ce sentier est le dixième des Sentiers naturels de longue distance (en) créé par le Ministère de l'Environnement depuis les années soixante-dix. 

## Parcours
Le sentier long de 1025 kilomètres traverse 4 préfectures japonaises ainsi que 28 municipalités. Parcourir l'intégralité du sentier prend environ une cinquantaine de jours. Le tracé parcours une diversité de paysages, et emprunte plusieurs types de routes telles que des sentiers touristiques balisés, des sentiers de montagne, des routes goudronnées ainsi que des routes médiévales. Certaines parties doivent également être parcourues en bateau. Le tracé fut décidé par le Ministère de l'Environnement en cooptation avec les collectivités territoriales après plusieurs séances d'ateliers et de discussion autour de l'inclusion du sentier dans le projet de reconstruction des communautés locales. 
De petites sections du sentier ont été créées pour les randonneurs pour les randonneurs souhaitant marcher sur de plus courtes distances. Chaque section comprend un endroit où dormir, et plusieurs restaurants le long de la route. 

## Liste des municipalités traversées par le sentier
Préfecture d'Aomori
- Hachinohe
- Hashikami

Préfecture d'Iwate
- Hirono
- Kuji
- Noda
- Fudai
- Tanohata
- Iwaizumi
- Miyako
- Yamada
- Otsuchi
- Kamaishi
- Ofunato
- Rikuzentakata

Préfecture de Miyagi
- Kesennuma
- Minamisanriku
- Onagawa
- Ishinomaki
- Higashimatsushima
- Shiogama
- Tagajo
- Sendai
- Natori
- Iwanuma
- Watari
- Yamamoto

Préfecture de Fukushima
- Shinchi
- Soma

## Fonctionnement
Le Michinoku Coastal Trail fonctionne grâce à un réseau composé de volontaires, d'organisations privées et des gouvernements locaux. Ce réseau est coordonné par l'organisation à but non-lucratif Michinoku Trail Club. 
En parallèle, six centres d'informations existent le long du sentier. Les centres "satellites" fournissent des informations aux randonneurs sur des parties spécifiques du centiers, tandis que le Natori Trail Center fournit des informations sur l'ensemble de ce dernier. 
Liste des 6 centres d'information
- Tanesashi Coast Information Center (Hachinohe)
- Kitayamazaki Visitor Center (Tanohata)
- Jodogahama Visitor Center (Miyako)
- Goishi Coast Information Center (Ofunato)
- Minamisanriku Marine Visitor Center (Minamisanriku)
- Natori Trail Center (Natori), siège social du Michinoku Trail Club

## Charte du Michinoku Coastal Trail
La Charte du Michinoku Coastal Trail fut créée par le Conseil de Direction du Natori Trail Center afin que la promotion du projet soit basée sur une philosophie commune pour chaque partie prenante du sentier. Cette charte est composée d'une série de principes pour le développement du sentier et reflète les principes qui doivent constituer le socle commun des efforts de chacune des parties impliquées dans la maintenance du sentier, sa gestion ainsi que sa promotion. 
1. Le sentier aura pour objectif de jouir des paysages et bienfaits de la nature.
2. Le sentier mettra en valeur les connexions entre les individus qui vivent à un endroit, et ceux qui visitent cet endroit.
3. Le sentier perpétuera la mémoire de la générosité comme de la rudesse de la nature.
4. Le sentier agira comme une trace mémorielle de la catastrophe.
5. Le sentier aura pour but la transmission de la richesse de la nature et de la culture aux générations futures.
6. Le sentier accueillera tous les amoureux de la marche, et se développera grâce à l'aide de tout le monde.

## Récompenses
En 2019, le Michinoku Coastal Trail fut retenu par le National Geographic parmi sa sélection Best Trips to Take in 2020, et a également reçu un prix de la Japan Tourism Agency. 
En 2020, le sentier a été sélectionne parmi les finalistes de la British Guild of Travel Writers International Tourism Awards 2020. 